# Tilloforma moestula
Tilloforma moestula är en skalbaggsart som först beskrevs av White 1855.  Tilloforma moestula ingår i släktet Tilloforma och familjen långhorningar. Inga underarter finns listade i Catalogue of Life.